# Castillejos (Zambales)
Castillejos es un municipio de la provincia de Zambales. 

## Barangayes
Castillejos se divide políticamente en 14 barangayes.
- Balaybay
- Buenavista
- Del Pilar
- Looc
- Magsaysay
- Nagbayan
- Nagbungâ
- San Agustín
- San José (Población)
- San Juan (Población)
- San Nicolás
- San Pablo (Población)
- San Roque
- Santa María

- Datos: Q56561
- Multimedia: Castillejos, Zambales / Q56561

1. ↑  Worldpostalcodes.org, código postal n.º 2208.